# Пај Таун (Њу Мексико)
Пај Таун (енгл. Pie Town) насељено је место без административног статуса у америчкој савезној држави Њу Мексико.

## Демографија
По попису из 2010. године број становника је 186.
| Група             | 2000.    | 2010.       |
| Белци             | 0 (0,0%) | 149 (80,1%) |
| Афроамериканци    | 0 (0,0%) | 3 (1,6%)    |
| Азијати           | 0 (0,0%) | 0 (0,0%)    |
| Хиспаноамериканци | 0 (0,0%) | 21 (11,3%)  |
| Укупно            | 0        | 186         |